# Jennie, Jennie
"Jennie, Jennie" var svenska Lars Berghagen & The Dolls bidrag till den svenska Melodifestivalen 1975. Bidraget segrade och fick tävla för Sverige i Eurovision Song Contest 1975, som hölls i Sverige. Sången sjöngs i Eurovision Song Contest med text på engelska, med Lars Samuelson som dirigent. Som mest fick man åtta poäng från Norge och Turkiet. Totalt blev det 72 poäng för Sveriges del. Lasse Berghagens engelska uttal kritiserades av recensenter. 
Berghagen fick poliseskort in på Älvsjömässans scen på grund av mordhot. Han ska dock ha haft möjlighet att besöka sin syster, vid tiden bosatt i Älvsjö, under eftermiddagen innan finalen.[källa behövs]
Melodin testades på Svensktoppen, där den låg i sex veckor under perioden 2 mars-6 april 1975, och låg etta första veckan.
Christer Sandelin framförde 2010 låten i Så mycket bättre 2010.

## Listplaceringar
| Lista (1975) | Placering |
| ------------ | --------- |
| Norge        | 7         |